# Хофер, Роланд
Роланд Хофер (нем. и итал. Roland Hofer; род. 24 июня 1990, Випитено, Трентино-Альто-Адидже) — итальянский хоккеист, защитник сборной Италии.

## Карьера

### Клубная
Воспитанник школы клуба «Штерцинг Бронкос», выступал в Серии A2 с 2006 по 2008 годы. После этого переехал в Финляндию, где выступал последовательно за клубы ХИФК, «Ваасан» и «Пелиитат» (ранее он выступал и за клуб ХеКи, который позднее слился с «Пелиитатом»). Чемпион Альпийской хоккейной лиги (2016/17), чемпион Италии (2016/17, 2017/18).

### В сборной
В рядах юношеской сборной дебютировал на чемпионате мира 2008 в группе B, выступал также на молодёжных чемпионатах мира 2008, 2009 и 2010 сначала в группе C, а потом и в группе B. В 2012 году дебютировал в составе основной сборной на чемпионате мира 2012 года.